# 德米特里·尤尔科夫
德米特里·瓦西里耶维奇·尤尔科夫（羅馬化：Dmitriy Vasil'yevich Yurkov；1972年5月5日—）是俄罗斯政治人物，第七届国家杜马议员。
1995年，他毕业于波莫尔斯基国立大学。2005年至2016年，他担任阿尔汉格尔斯克市议会议员。2016年至2021年，他担任第七届国家杜马议员。